# 元首城市

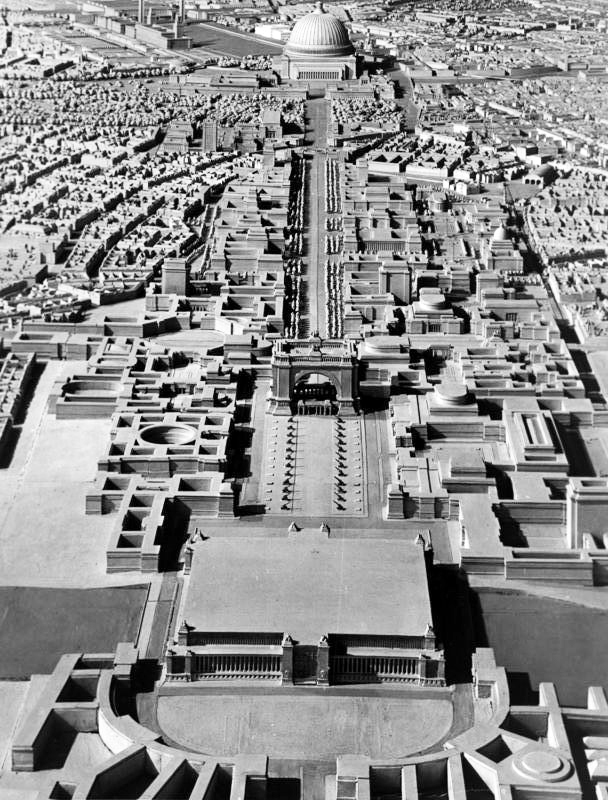
希特勒的柏林規劃模型，向北頂部是人民大厅

元首城市（德語：Führerstadt）是指1937年由納粹德國獨裁者阿道夫·希特勒賦予五個德國城市的地位。其地位則是基於希特勒在城市進行市區更新項目的願景，並在其後交由德國建築師執行城市的改造計畫，包括下列建築師阿尔伯特·斯佩尔、保羅·路德維·嵯斯特、格爾曼·貝斯特爾邁爾、孔斯坦蒂·古特舒、赫爾曼·吉斯勒、萊昂哈德·蓋爾和保羅·奧托·奧古斯特·鮑姆加滕都曾參與元首城市的規劃。
除了五座元首城市之外，還有包括35-50個城市將進行小規模的重建項目，然而由於第二次世界大戰的爆發，元首城市的計劃在很大程度上沒有實現，但在希特勒的堅持下，在戰時情況下，元首城市建設仍在繼續進行。
1940年法國戰役後，希特勒下令元首城市的改造一定要在1950年完成，並代表德國在西歐取得勝利的成就。

## 指定的元首城市
被希特勒所指定的五個元首城市是：
- 林茨：

該城市是希特勒年輕時所居住的故鄉，以及他計劃戰後建造退休之處的所在地。希特勒希望能夠林茨變成一個「德國的布達佩斯」，在他的想像中，林茨的美麗已經超越了多瑙河畔德國城市，到時，林茨將成為「多瑙河的新大都市」，使他憎恨的維也納黯然失色。
在元首城市的計畫中，林茨將會擴大三到四倍以上，希特勒的赫尔曼·戈林帝國工廠將能為從維也納搬遷而來的勞工提供工作機會。多瑙河岸邊將建造宏偉的私人住宅，並新建一個名為「希特勒中心」的社區建築。市區主要的建設項目包括一家力量來自歡樂酒店、由赫爾曼·吉斯勒設計的新市政建築、由羅德里希·菲克設計的納粹黨大樓、一個德意志國防軍總部、一個奥林匹克体育场，以及「作為對抗天主教會的偽科學」的一個天文台，該設施代表著「歷史上的三個偉大的宇宙觀念，即托勒密、哥白尼和漢斯·霍比格的觀點。一個全新的上多瑙帝國大區之家將設立一座大廳和一座塔，希特勒的墓穴將建在塔樓下方。
此外，還計劃建造紀念德奧合併和安东·布鲁克纳的紀念碑和建築。一座巨大的悬索桥將連接多瑙河的兩岸，橋身的飾帶將有一個裝飾性的壁畫描繪著《尼伯龍根之歌》，並搭配有齊格弗里德和古德倫、龚特尔和布倫希爾德相互成對的馬術雕像。城市裡的元首博物館將會有一個長達150公尺（490英尺）的柱廊，收藏歐洲最大且最全面的繪畫藏品，包括納粹從西歐掠奪以及從德國富有的猶太人手中盜取的藝術品。若該博物館完成，那將會成為希特勒的計劃中，代表著歐洲文化的核心設施。
- 柏林：參見世界之都日耳曼尼亚
- 慕尼黑：德國運動之都，此外也將成為各種博物館的所在地，其中只有特魯斯特的藝術之家建成。成為第三帝國的第一座紀念碑式建築。
- 汉堡：德國航運之都，成為具有全球意義的商業中心。
- 紐倫堡：帝國黨代表大會之都。

## 其他主要建築項目
除了頒布的五個元首城市外，還有計劃在柯尼斯堡、奧爾登堡、波茲南、薩爾布呂肯和韋維爾斯堡建造類似的建設項目。在大區長官的影響下，希特勒還大大增加了計劃重建的城市數量，不久之後再次增加了26個區域。不過包含在計劃內的城市範圍未具體說明，因為根據消息來源，共有26、35甚至50個不同地點被納入計劃的討論。根據阿爾貝特·史佩爾在1941 年2月19日寫給國家社會黨財務主管的 一封信，這些信所包含納入計劃的城市包括：
- 奥格斯堡
- 拜罗伊特
- 不來梅
- 布雷斯勞（今波蘭弗羅茨瓦夫）
- 科隆
- 但澤（今波蘭格但斯克）
- 德累斯顿
- 杜塞爾多夫
- 格拉茨
- 漢諾威
- 海德堡
- 因斯布鲁克
- 哥尼斯堡
- 梅梅爾（今立陶宛克萊佩達）
- 明斯特
- 奧爾登堡
- 波森（今波蘭波茲南）
- 布拉格
- 萨尔布吕肯
- 薩爾茨堡
- 斯塞新
- 瓦爾德布勒
- 魏瑪
- 沃尔夫斯堡
- 伍珀塔尔
- 維爾茨堡

## 另見
- 納粹建築